# Peliala anda
Peliala anda är en fjärilsart som beskrevs av Druce 1890. Peliala anda ingår i släktet Peliala och familjen nattflyn. Inga underarter finns listade i Catalogue of Life.